# Лінивка-смугохвіст
Лінивка-смугохвіст (Nystalus) — рід дятлоподібних птахів родини лінивкових (Bucconidae). Поширений в тропічній Америці від Панами до Північної Аргентини.

## Опис
Дрібні птахи, завдовжки 18–22 см, вагою 32–64 г.

## Класифікація
Рід містить 6 видів:
- Лінивка-смугохвіст чорнощока (Nystalus chacuru)
- Лінивка-смугохвіст плямистобока (Nystalus maculatus)
- Лінивка-смугохвіст чакоанська (Nystalus striatipectus)
- Лінивка-смугохвіст панамська (Nystalus radiatus)
- Лінивка-смугохвіст білогорла (Nystalus striolatus)
- Лінивка-смугохвіст західна (Nystalus obamai)